# Candida galacta
Candida galacta är en svampart som först beskrevs av Golubev & Babeva, och fick sitt nu gällande namn av F.L. Lee, C.F. Lee, S. Okada, W.H. Hsu, Uchimura, Komag. & Kozaki 1993. Candida galacta ingår i släktet Candida, ordningen Saccharomycetales, klassen Saccharomycetes, divisionen sporsäcksvampar och riket svampar.   Inga underarter finns listade i Catalogue of Life.